# Revolución de Ginebra de 1782
Revolución de Ginebra de 1782 (révolution genevoise de 1782 en lengua francesa) es la denominación historiográfica de la revolución que tuvo lugar en la República de Ginebra en el año de 1782. Fue un breve y frustrado intento de incluir a las clases inferiores en el gobierno de esa ciudad-Estado, hasta entonces limitado a la oligarquía.

## Contexto
El voto estaba restringido a un grupo de 1,500 varones de considerable riqueza, la mayor parte comerciantes, denominado Bourgeoisie ("burguesía"). La siguiente clase, denominada de natives ("nativos"), estaba formada por 5,000 varones de menor estatus económico (clase media baja) cuyas familias residían en Ginebra desde antiguo, pero estaban excluidos del voto y de la posibilidad de ejercer cargos públicos; eran artesanos de distintos oficios, destacando los relojeros. La mayoría de la población eran los habitants ("habitantes"), que provenían del cantón, extramuros de la ciudad, o de origen familiar inmigrante.
La política interna se caracterizaba por la oposición entre los Négatifs (que apoyaban el gobierno tradicional de corporación cerrada, "negándose" a su reforma) y los Représantants (que demandaban una apertura en un sentido más "representativo").

## La revolución
Tras años de agitación, el 5 de febrero de 1781 un grupo de habitants y natives irrumpieron en la armería municipal y se apropiaron de armas. En respuesta, el Consejo General de Ginebra (Conseil Général de Genève, el mayor cuerpo legislativo de la ciudad) aprobó una concesión poco más que simbólica: otorgar el derecho al voto a 100 natives y 20 habitants. El Pequeño Consejo de Ginebra (Petit Conseil, el principal órgano de gobierno y de composición más restringida) retrasó su toma en consideración por un año; y en abril de 1782 votó bloquearla.
Unas horas después de esa votación un grupo de revolucionarios ocupó el edificio del Ayuntamiento, cerró las puertas de la ciudad, tomaron rehenes de entre los Negatifs, y consiguieron el apoyo de los miembros del Consejo General. Se formó una commission de sûreté ("comisión de seguridad") encabezada por Étienne Clavière y  Jacques-Antoine Duroveray.
Los burgueses respondieron buscando el apoyo de las potencias del Antiguo Régimen en la vecina Francia (que no obstante, había apoyado revoluciones anteriores: la revolución de las Trece Colonias angloamericanas y la Patriottentijd de los Países Bajos). El conde Charles Gravier de Vergennes, ministro de asuntos exteriores del reino de Francia, decidió que había que extinguir la revolución ginebrina. A las francesas se unieron tropas de la ciudad-Estado de Berna y del reino de Cerdeña. El control de Ginebra volvió a la élite burguesa.

## Acontecimientos posteriores
Los líderes del comité revolucionario cruzaron el lago de Ginebra. En junio de 1782 se emitió una proscripción formal contra los 21 revolucionarios más destacados. Un número mayor, en torno a 500, se exilió de la ciudad. Un grupo de dirigentes se asentó en Neuchâtel, de donde fueron expulsados ese mismo año, por influencia de Federico el Grande de Prusia, acusados de promover disturbios. Algunos se trasladaron a Irlanda, donde formaron una colonia en Waterford en 1784. Esa colonia no fructificó, dado que sus miembros insistían en gobernarse a sí mismos bajo sus propias leyes pero que deberían estar representados en el parlamento irlandés. De esa época provienen las Geneva Barracks. Muchos de ellos se trasladaron a París.